# 고산천 (전북특별자치도)
고산천(高山川)은 전북특별자치도 완주군 화산면 운산리 옥녀봉, 함박봉에서 발원하여 고산면 삼기리에서 만경강에 합류하는 길이 약 23km의 지방하천이다. 중류에 경천저수지가 있는데 경천면 경천리에 제방이 있어 경천저수지라 불리며 유역의 대부분은 화산면 지역이다.

## 지류

### 구룡천
- 운주면 구제리 남당산에서 발원하여 신흥천을 합류시킨 뒤 경천면 경천리에서 고산천에 합류한다. 길이 약 12km.

### 신흥천
- 경천면 가천리 702고지 북서 계곡에서 발원하여 운주면 용복리에서 구룡천에 합류한다. 길이 약 5km.

### 성북천
- 화산면 승치리 작봉산에서 발원하여 성북리에서 경천저수지에 합류한다. 길이 약 7km.

### 수락천
- 화산면 춘산리 응봉에서 발원하여 화평리에서 경천저수지에 합류한다. 길이 약 6km.

### 석학천
- 화산면 운곡리 옥녀봉, 응봉에서 발원하여 화월리에서 고산천에 합류한다. 길이 약 6km.

### 대치천
- 비봉면 대치리 대치고개에서 발원하여 화산면 우월리에서 고산천에 합류한다. 길이 약 5km.

### 용학천
- 비봉면 백도리 수봉산에서 발원하여 화산면 와룡리에서 고산천에 합류한다. 길이 약 11km.